# جرائم عليا (فلم)
جرائم عليا (بالإنجليزية: High Crimes) وهو فلم جريمة أمريكي تم إنتاجه في 2002 وهو من إخراج كارل فرانكلين وهو من بطولة آشلي جود ومورغان فريمان وجيمس كافيزل ومن تأليف جوزيف فيندر، يتكلم الفلم عن محامية (كلير كوبيك) يتورط زوجها (توم كوبيك) العائد من إحدى العمليات العسكرية في السلفادور في 1988 بقتل مجموعة أسرى هناك، فتحاول زوجته بكافة الوسائل الممكنة إنقاذه وتتعاون مع محامي ذكي آخر (تشارلي غريمس)، فتدور أحداث درامية كثيرة في هذا الفلم.

## البطولة
- أشلي جود مثلت دور كلير كوبيك
- مورغان فريمان مثل دور تشارلي غرايمس
- جيمس كافيزل مثل دور تشارلي غريمس
- ادم سكوت مثل دور الضابط تيرينس إيمبري
- أماندا بيت مثلت دور جاكي غريمالدي شقيقة كلير كوبيك
- بروس ديفيسون مثل دور العميد
- مايكل غاستون مثل دور الرائد والدرون
- خوان كارلوس هيرنانديز مثل دور الرائد خاميس هيرناديز
- توم باور العميل الخاص مولينس في وكالة المخابرات الأمريكية
- جود تشيتشولا بدور العميد فاريل
- مايكل شانون مثل دور تروي أبوت
- باولا جاي باركر مثلت دور غارسي
- إيميليو ريفيرا مثل دور الشاهد السلفادوري لحادثة القتل

## روابط خارجية
- جرائم عليا على موقع IMDb (الإنجليزية)
- جرائم عليا على موقع ميتاكريتيك (الإنجليزية)
- جرائم عليا على موقع روتن توميتوز (الإنجليزية)
- جرائم عليا على موقع نتفليكس (الإنجليزية)
- جرائم عليا على موقع قاعدة بيانات الأفلام العربية
- جرائم عليا على موقع ألو سيني (الفرنسية)
- جرائم عليا على موقع Turner Classic Movies (الإنجليزية)
- جرائم عليا على موقع أول موفي (الإنجليزية)
- جرائم عليا على موقع بوكس أوفيس موجو (الإنجليزية)
- جرائم عليا على موقع فيلمافينيتي (الإسبانية)